# 奥尔西耶
奥尔西耶（法語：Orcier，法語發音：[ɔʁsje]）是法国上萨瓦省的一个市镇，属于托农莱班区。

## 地理
奥尔西耶（46°18'45"N, 6°29'31"E）面积9.39 平方千米，位于法国奥弗涅-罗讷-阿尔卑斯大区上萨瓦省，该省份为法国东部省份，历史上为薩伏依的一部分，北与瑞士接壤，西接安省，南至萨瓦省，东与瑞士和意大利接壤。
与奥尔西耶接壤的市镇（或旧市镇、城区）包括：阿兰日、德拉扬、吕兰、瓦伊。

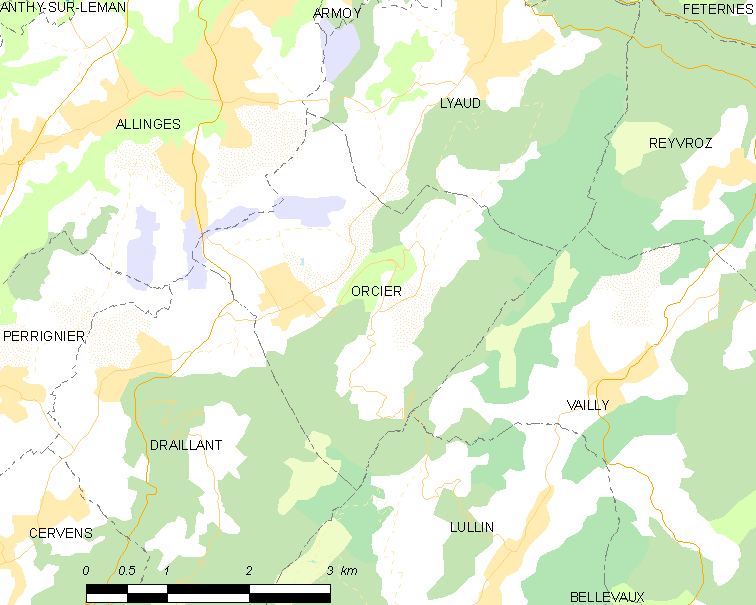
奥尔西耶的OSM定位图

奥尔西耶的时区为UTC+01:00、UTC+02:00（夏令时）。

## 行政
奥尔西耶的邮政编码为74550，INSEE市镇编码为74206。

## 政治
奥尔西耶所属的省级选区为托农莱班县。

## 人口

1962-2008年间奥尔西耶人口变化图示

奥尔西耶于2022年1月1日时的人口数量为1073人。